# Bethel White

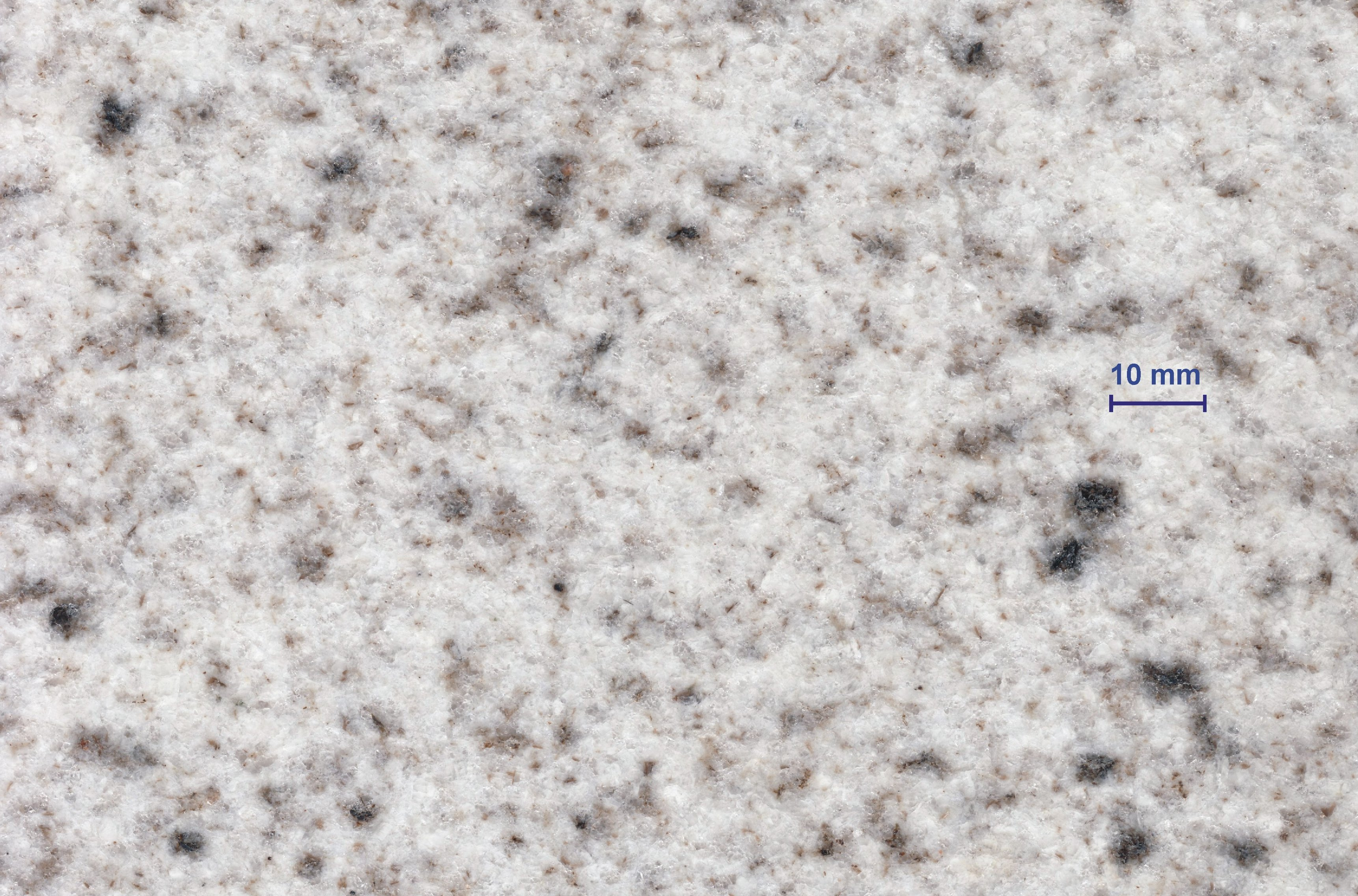
Musterplatte aus Bethel White

Bethel White, auch Hardwick white granite (in abweichender Schreibung: Hartwick White), in Deutschland gelegentlich mit dem Handelsnamen Lord bezeichnet, ist ein international verbreiteter Naturstein aus den Vereinigten Staaten. Er wird in der Umgebung von Bethel im Bundesstaat Vermont abgebaut.

## Geologie der Lagerstätte
Die kleine Granitlagerstätte am Christian Hill bei der Ortschaft Bethel im Windsor County steht an ihrer westlichen Flanke in Kontakt mit Kalkglimmerschiefer und Schieferton. Eine östlich benachbarte Gesteinseinheit besteht aus einem grobkörnigen Granit. Diese Lagerstätte befindet sich in einer Region, wo südlich bis Newfane und nördlich bei Barre, St. Johnsbury und Newport weitere Granitsteinbrüche existieren, deren Gesteinsausbringen jedoch andere Farb- und Strukturbilder als Bethel White zeigen.

## Gesteinsbeschreibung
Der Granit enthält neben hellem Quarz, graubraunen Muskovit als Hauptbestandteil, ferner den Klinozoisit, ein Mitglied der Epidotgruppe. Zudem treten in geringen Anteilen unter 1 Prozent die Minerale Biotit, Titanit sowie spurenhaft Apatit, Calcit, Magnetit, Rutil und Zirkon auf. In älteren Publikationen wurde das Gestein als „Quarz-Monzonit“ klassifiziert.

## Abbau und Verwendung
Für die Gewinnung des ungewöhnlich hellen Granits legte man zwei Steinbrüche an, die inzwischen zu einem einzigen Areal erweitert sind. Die ursprünglichen beiden Steinbrüche waren:
- Ellis Quarry, am Christian Hill (415 m) beim Bethel township.

Ellis Quarry ist benannt nach der Betreiberfirma: E. B. Ellis Granite Company, Northfield, VT
Die Steinbruchaktivitäten nahmen 1902 einen durchgängigen Betrieb auf. Bereits über viele Jahre zuvor war an dieser Stelle gelegentlicher Gesteinsabbau betrieben worden.
- Woodbury Quarry, nördlich des Ellis Quarry an der Ostflanke und Gipfel des Christian Hill.

Woodbury Quarry ist benannt nach der Betreiberfirma: Woodbury Granite Company, Hardwick, VT
Der Steinbruch nahm 1902 den ständigen Betrieb auf und erreichte schnell größere Ausmaße.
Im Handelsnamen Hardwick white granite kommt der Bezug zu jener Ortschaft zum Ausdruck, wo der abbauende Betrieb seinen Verwaltungssitz hatte.
Für den Abtransport von Roh- und fertigwaren entstand seit 1904 die Bethel Granite Railway, eine kurze Eisenbahnstrecke, die im November 1905 dem Verkehr übergeben wurde.
Das Gestein findet wegen seiner sehr hellen Farbe und seines „weichen“ Korngefüges in der Innen- und Außenarchitektur vielfältige Verwendung. In den Vereinigten Staaten wurden bereits zu Beginn des 20. Jahrhunderts daraus Fassadenelemente und bildhauerische Arbeiten ausgeführt. In der Innenausstattung wird das Gestein für Boden- und Wandverkleidungen sowie für Küchenarbeitsplatten und andere Möbelabdeckungen sowie in Bädern eingesetzt.

## Ausgewählte Verwendungsbeispiele in den Vereinigten Staaten

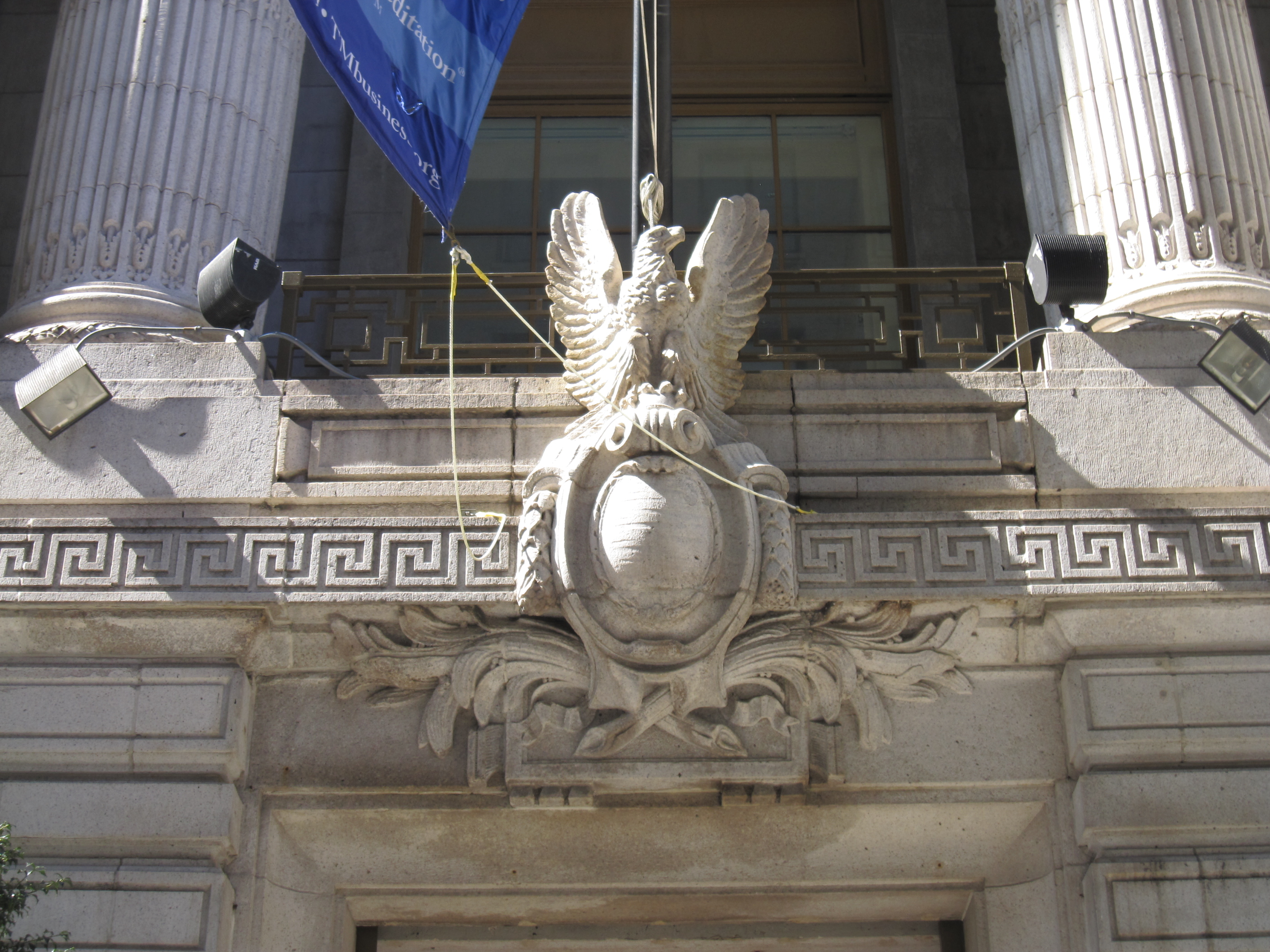
Eingang des ABC-Gebäudes in New York City

- American Bank Note Company, ABC (New York City), Wappenelement mit Adler über dem Haupteingang.[9]
- National Museum (Washington, D.C.), im ersten und zweiten Stockwerk
- Supreme-Court-Gebäude (Hartford, CT)
- Wisconsin State Capitol (Madison, WI)
- Importers and Traders’ National Bank (New York City)
- Majestic Building (Detroit, MI)